# Patgram Upazila
Patgram Upazila är ett underdistrikt i Bangladesh. Det ligger i den norra delen av landet, 300 km norr om huvudstaden Dhaka.
Trakten runt Patgram Upazila består till största delen av jordbruksmark. Runt Patgram Upazila är det tätbefolkat, med 881 invånare per kvadratkilometer.